# تام دیویس (بازیکن فوتبال)
تام دیویس (انگلیسی: Tom Davies؛ زادهٔ ۱۸ آوریل ۱۹۹۲) بازیکن فوتبال اهل بریتانیا است.
از باشگاه‌هایی که در آن بازی کرده‌است می‌توان به باشگاه فوتبال ساوتپورت، باشگاه فوتبال تیم نورتامبریا، باشگاه فوتبال آکرینگتون استنلی، باشگاه فوتبال یونایتد آف منچستر، باشگاه فوتبال آلفرتون تاون، باشگاه فوتبال لینکولن سیتی، و باشگاه فوتبال فلیتوود اشاره کرد.